# فرودگاه آبی دریاچه هارست/کری
فرودگاه آبی دریاچه هارست/کری (به انگلیسی: Hearst/Carey Lake Water Aerodrome) یک فرودگاه خصوصی است که یک باند فرود آب دارد. این فرودگاه در کشور کانادا قرار دارد و در ارتفاع ۲۴۷ متری از سطح دریا واقع شده‌است.